# Servo
Servo是一個由Mozilla開發的實驗性網頁瀏覽器排版引擎，該项目旨在创造一个大規模平行計算的环境，其中许多组件（如、布局、HTML解析、图像解码等）都是並行的。並且利用GPU加速來快速和流暢地渲染網頁。此项目与Rust编程语言有共生的关系。
Servo使用的两个重要组件基于Mozilla现有的C++代码。JavaScript支持由SpiderMonkey提供，2D图形库Azure用于与OpenGL和Direct3D交互。

## 發展

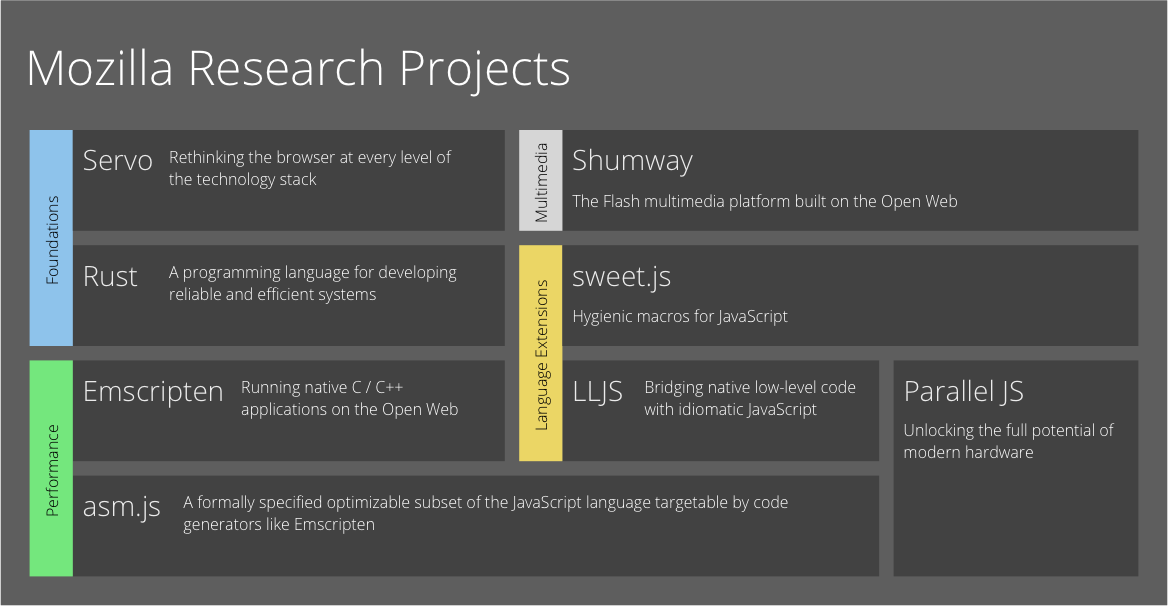
Mozilla Research專案圖表包含Servo

Servo發展始於2012年。2012年2月8日第一次提交沒有包含任何原始碼。2012年3月27日第一個基本代碼提交。
2013年4月3日，Mozilla宣布和三星合作開發Servo。三星的主要貢獻是將Servo移植到Android和ARM處理器上。一位三星開發者還嘗試在Servo中重新實現Chromium嵌入式框架API，但最終未能成功，該代碼最終被移除。
2014年11月，Servo在某些基準測試中的速度明顯快於Gecko和其他排版引擎，並成功通過了Acid2測試。它具有諸如並行排版演算法以及在Rust中實現的自己的CSS3和HTML5解析器。Servo利用GPU加速技術更快速和流暢地呈現網頁。
2016年6月30日，Mac和Linux的預覽版可供下載。2017年4月13日，構建版可用於Windows。
2017年，隨著Firefox 54的發布，Mozilla將Servo CSS樣式引擎整合到了其Gecko瀏覽器引擎。 
2020年8月，受到嚴重特殊傳染性肺炎疫情影響，由於缺乏資金和組織重組，Mozilla裁撤了大部分Servo開發團隊。2020年11月17日起，Servo由Linux基金會接管。

## 外部連結
- 官方網站（页面存档备份，存于）
- 官方部落格（页面存档备份，存于）
- Servo原始碼（页面存档备份，存于）於GitHub